# Delivered Duty Paid
Pour les articles homonymes, voir DDP.
DDP est un Incoterm qui signifie Delivered Duty Paid (en français, rendu droits acquittés).
Dans cet incoterm, le vendeur paye tous les coûts de transport et supporte tous les risques jusqu'à ce que les marchandises soient mises à disposition sur site pour leur déchargement. Il paye de plus les taxes et se charge des frais et formalités de dédouanement.
Ce terme représente l'obligation maximale pour le vendeur.